# Zhang Zhehui
Zhang Zhehui (chiń. 張浙慧; ur. 17 stycznia 1988) – chińska judoczka. Olimpijka z Río de Janeiro 2016, gdzie zajęła dziewiąte miejsce w wadze półcięzkiej.
Uczestniczka mistrzostw świata w 2010, 2011, 2014, 2015. Trzecia w drużynie w 2008. Startowała w Pucharze Świata w latach: 2010–2012, 2014 i 2016. Brązowa medalistka igrzysk azjatyckich w 2014. Mistrzyni Azji w 2016; druga w 2012; trzecia w 2013 i 2015. Trzecia na akademickich MŚ w 2006 roku.

## Letnie Igrzyska Olimpijskie 2016
| Konkurencja | Eliminacje             | Klas. końcowa |
| Konkurencja | Przeciwnik I           | Miejsce       |
| ----------- | ---------------------- | ------------- |
| 78 kg       | Kayla Harrison (USA) P | 9.            |